# Hanitriniaina Rakotondrabé
Hanitriniaina Rivosoa Rakotondrabé (* 1. Januar 1967) ist eine ehemalige madagassische Leichtathletin, die sich auf den Sprint spezialisiert hat. Sie ist Inhaberin des madagassischen Landesrekordes im 100-Meter-Lauf und gewann mehrere Medaillen auf kontinentaler Ebene.

## Sportliche Laufbahn
Erste internationale Erfahrungen sammelte Hanitriniaina Rakotondrabé vermutlich im Jahr 1991, als sie bei den Afrikaspielen in Kairo mit der madagassischen 4-mal-100-Meter-Staffel in 45,96 s gemeinsam mit Mamy Razafimanantsoa, Nicole Ramalalanirina und Lalao Ravaonirina die Bronzemedaille hinter den Teams aus Nigeria und der Elfenbeinküste gewann. Im Jahr darauf gewann sie bei den Afrikameisterschaften in Belle Vue Maurel gemeinsam mit Monica Rahanitraniriana, Nicole Ramalalanirina und Lalao Ravaonirina die Bronzemedaille hinter Südafrika und Nigeria. 1993 sicherte sie sich bei den Afrikameisterschaften in Durban in 44,93 s gemeinsam mit Nicole Ramalalanirina, Lalao Ravaonirina und Lantoniaina Ramalalanirina die Silbermedaille hinter den Nigerianerinnen. Im Jahr darauf belegte sie bei den Spielen der Frankophonie in Bondoufle in 11,85 s den fünften Platz im 100-Meter-Lauf und gewann mit der Staffel in 45,22 s die Bronzemedaille hinter den Teams aus Frankreich und Kanada. 1995 startete sie über 100 Meter bei den Weltmeisterschaften in Göteborg und schied dort mit 11,46 s im Viertelfinale aus. Im Jahr darauf nahm sie an den Olympischen Sommerspielen in Atlanta teil und schied auch dort mit 11,43 s im Viertelfinale aus und kam mit der Staffel im Vorlauf nicht ins Ziel. 1997 startete sie im 60-Meter-Lauf bei den Hallenweltmeisterschaften in Paris und schied dort mit 7,28 s im Halbfinale aus. Im August schied sie dann bei den Weltmeisterschaften in Athen mit 11,49 s im Viertelfinale über 100 Meter aus und anschließend siegte sie in 11,51 s bei den Spielen der Frankophonie in Antananarivo und siegte in 44,45 s auch in der 4-mal-100-Meter-Staffel. Im Jahr darauf belegte sie bei den Afrikameisterschaften in Dakar in 11,39 s den vierten Platz im Einzelbewerb und gewann mit der Staffel in 43,78 s gemeinsam mit Lalao Ravaonirina, Ony Paule Ratsimbazafy und Rosa Rakotozafy die Silbermedaille hinter dem nigerianischen Team. 
1999 schied sie bei den Hallenweltmeisterschaften in Maebashi mit 7,34 s im Halbfinale über 60 Meter aus und im August kam sie bei den Weltmeisterschaften in Sevilla mit 11,59 s nicht über die erste Runde über 100 Meter hinaus und verpasste auch mit der Staffel mit 44,36 s den Finaleinzug. Anschließend klassierte sie sich bei den Afrikaspielen in Johannesburg mit 11,41 s auf dem sechsten Platz über 100 Meter und gewann in 43,98 s gemeinsam mit Lantoniaina Ramalalanirina, Aurélie Jonary und Rosa Rakotozafy die Silbermedaille hinter der nigerianischen Mannschaft. Im Jahr darauf nahm sie erneut an den Olympischen Sommerspielen in Sydney teil und schied dort mit 11,51 s im Viertelfinale aus und erreichte mit der Staffel das Halbfinale, in dem sie mit 43,98 s ausschied. 2001 gewann sie bei den Spielen der Frankophonie in Ottawa in 11,40 s die Bronzemedaille hinter der Ivorerin Makaridja Sanganoko und Venolyn Clarke aus Kanada und mit der Staffel sicherte sie sich in 44,12 s die Bronzemedaille hinter den Teams aus Kanada und der Elfenbeinküste. 2003 bestritt sie in Réduit ihren letzten offiziellen Wettkampf und beendete daraufhin ihre aktive sportliche Karriere im Alter von 36 Jahren.
In den Jahren 1988, 1990, 1992 und 1993, 1999 sowie 2000 und 2001 wurde Rakotondrabé madagassische Meisterin im 100-Meter-Lauf sowie 1990, 1992 und 1993 auch im 200-Meter-Lauf.

## Persönliche Bestzeiten
- 100 Meter: 11,32 s (+1,2 m/s), 26. Mai 1996 in Dijon (madagassischer Rekord)
  - 60 Meter (Halle): 7,27 s, 7. März 1999 in Maebashi
- 200 Meter: 23,93 s, 21. April 2001 in Antananarivo